# Tasso Marchini
Tasso Marchini (Belgrád, 1907  – Arco di Trento, Olaszország,  1936) erdélyi festőművész.

## Életpályája
Olasz apa és szerb anya gyermeke, aki az első világháborúban elvesztette szüleit. Nem ismeretes, hogyan került Erdélybe, de 1924-ben a kolozsvári piaristáknál letette az érettségit, majd az induló kolozsvári képzőművészeti akadémia diákja lett, Catul Bogdan és Aurel Ciupe tanítványa volt. 1926–1928 között Nagybányán dolgozott, és a nagybányai iskola egyik legkiemelkedőbb festőjévé vált.
Szegénységben élt, főleg barátait és ismerőseit festegette, többek között Fülöp Antal Andor festőbarátját. 1929-ben megjelentek a tüdőbaja első jelei. 1934-ben befejezi a tanulmányait, majd menyasszonyával, Letiţia Munteannal Balcsikba (ma Bulgáriában van) kirándult. Még ugyanabban az évben beutalták az olaszországi Arco di Trento tüdőszanatóriumába, ahol 1936-ban, alig 29 évesen elhunyt. Halálos ágyán így kiáltott fel: „Engedjetek! Haza akarok menni Kolozsvárra!”
Műveivel rendszeresen szerepelt kiállításokon. Képei a Magyar Nemzeti Galériában, a kolozsvári Művészeti Múzeumban és magángyűjteményekben találhatóak.

## Képeiből

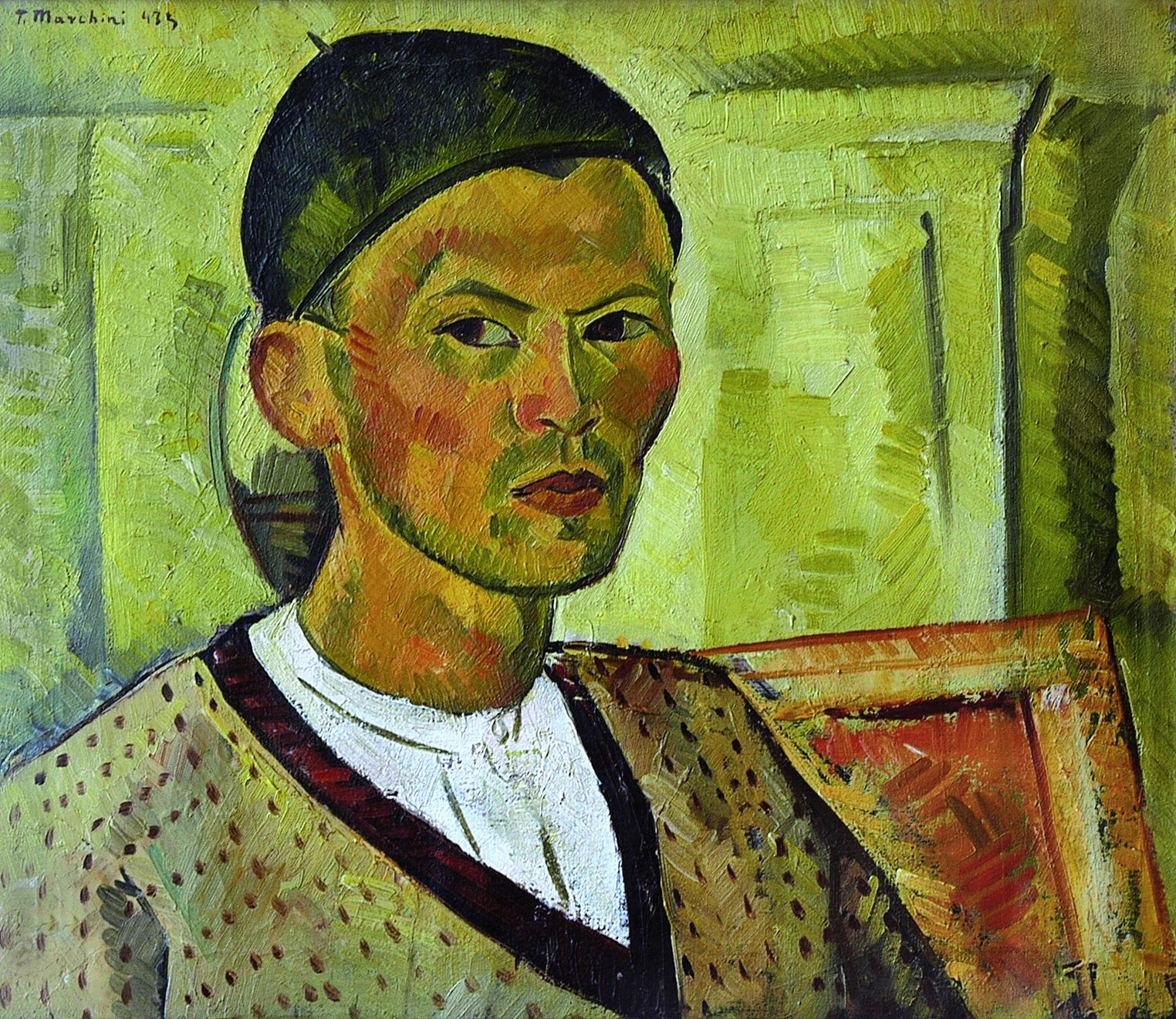
Önarckép
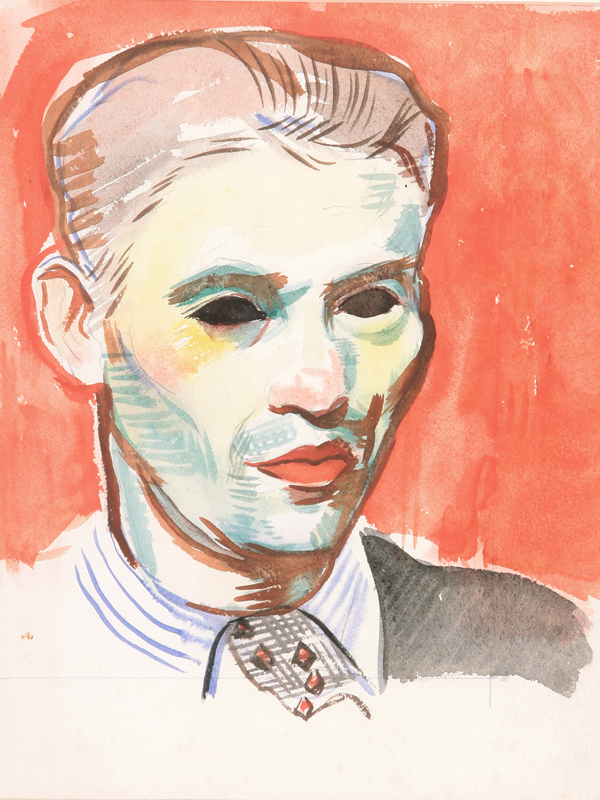
Önarckép
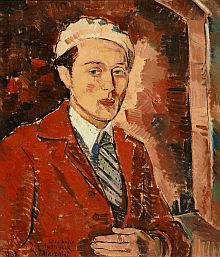
Fülöp Antal Andor portréja
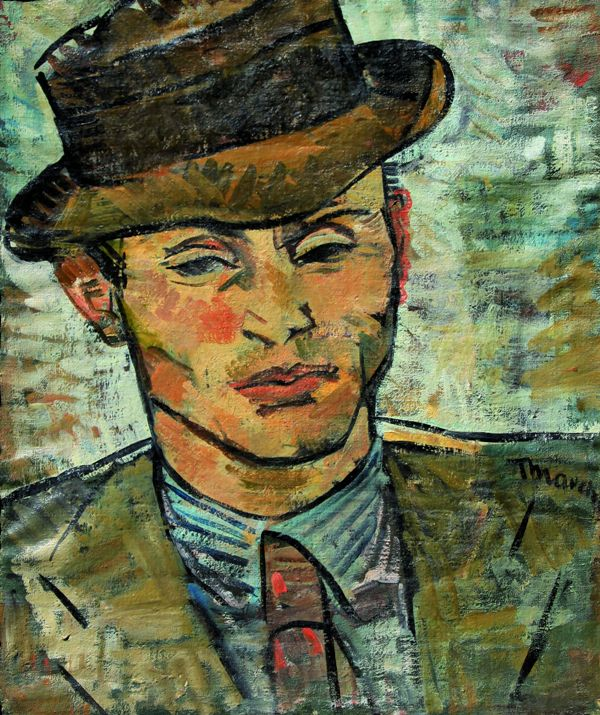
Ion Vlasiu román szobrász portréja

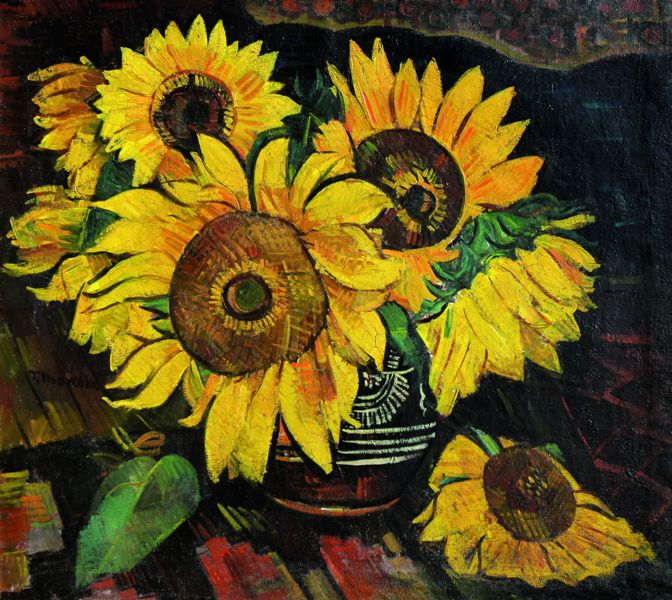
Csendélet napraforgóval
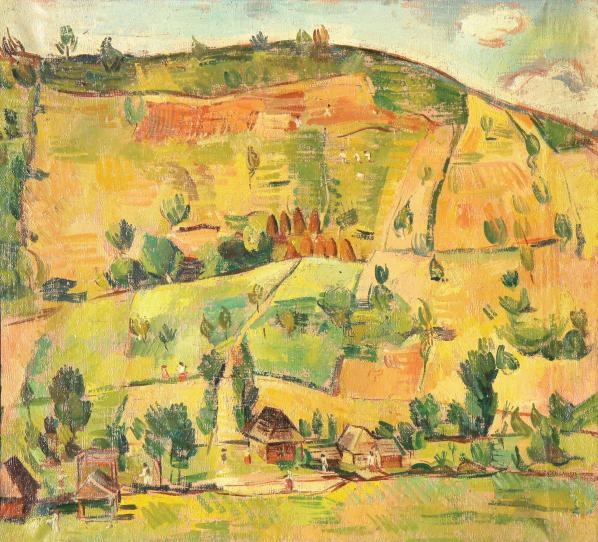
Máramarosszigeti hegyoldal
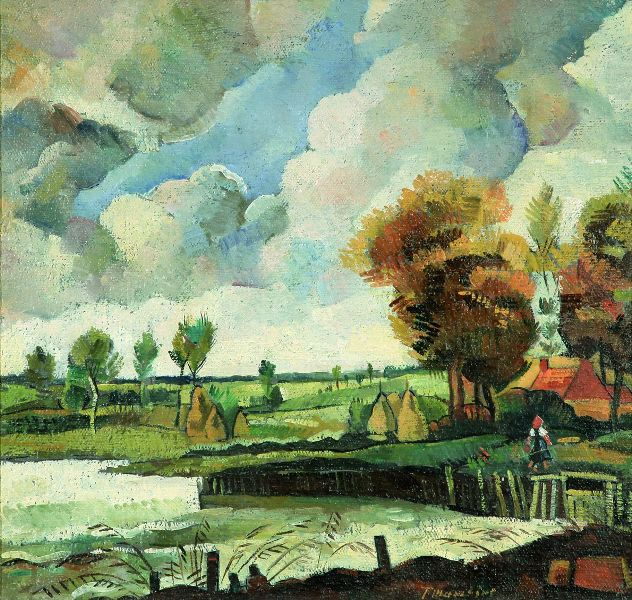
Tájkép
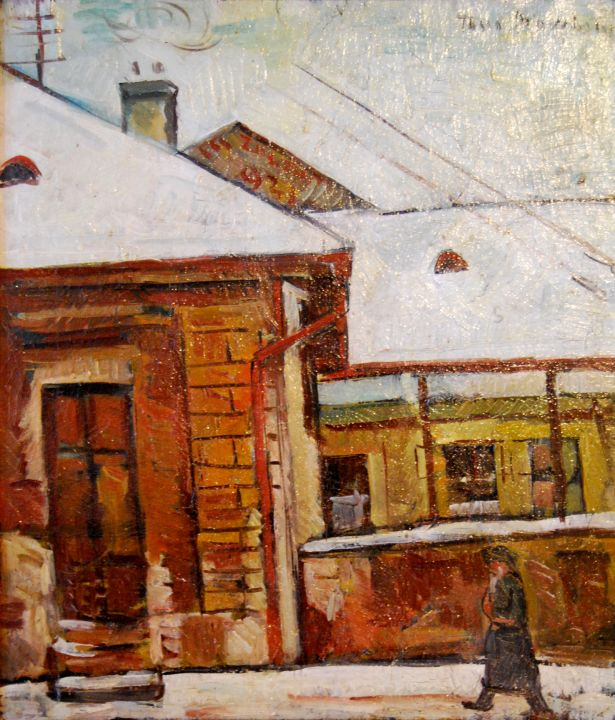
Máramarosszigeti tájkép